# Đề lĩnh
Đề lĩnh (提領) là chức quan thuộc ban võ từ thời Lê sơ đến đời nhà Nguyễn.
Chức quan có nhiệm vụ chính là phụ trách an ninh, trật tự cho kinh thành: tuần phòng Kinh đô, nghe ngóng dò xét, tìm bắt kẻ gian phi...

## Lịch sử
Kinh thành Thăng Long chia ra 36 phường, mỗi phường đặt một người phường trưởng. Lại đặt ra phủ Phụng Thiên có quan Phủ doãn, quan Thiếu doãn kiêm coi cả việc tuần phủ và việc liêm sát, đốc suất hai huyện Thọ Xương và Quảng Đức, mỗi huyện có quan Huyện úy cai trị. Toàn kinh thành Thăng Long thì cử một quan trọng thần sung chức Đề lĩnh Tứ thành quân vụ.
Hồng Thuận thứ nhất (1516), do lo sợ mối hiểm họa tiếm quyền như mình đã làm trước đây, ngay khi lên ngôi vua Lê Tương Dực đã thiết lập quan tứ thành Đề lĩnh với nhiệm vụ chính bảo an kinh đô, ngoài ra còn có nhiệm vụ tình báo, bắt giam những người có hành vi chống đối.
Tứ thành Đế lĩnh có các chức Chưởng Đề lĩnh (掌提領), phó đề lĩnh (褔提領), đồng đề lĩnh (同提領). Các chức này thuộc ban võ, phẩm trật hàm Tòng nhất phẩm, tòng nhị phẩm.
Vào thời kỳ Lê Trung hưng, chức vụ Đồng đề lĩnh cấp cho ban văn coi quân vụ tứ thành. Các chức khác vẫn thuộc ban võ.
Quan chế đời Bảo Thái cho Đề lĩnh trật Chánh nhị phẩm, phó đề lĩnh trật tòng nhị phẩm.
Về sau thời kỳ Chúa Trịnh nắm quyền chức vụ chỉ mang tính chất quản lý chăm sóc các công trình, khai mương, tháo nước, đường sá,... Các công việc kiện tục chỉ được tra hỏi các việc trộm cướp đánh nhau.
Vào thời nhà Nguyễn, Đề lĩnh chịu trách nhiệm coi việc quân sự của tỉnh.

## Đãi ngộ
Vào thời Lê sơ, chức vụ là chức quan khá quan trọng trong quan chế triều đình. Phẩm hàm tòng nhất phẩm.
Truy phong tập ấm là lệ ban với mục đích phong quan chức cho cha, mẹ của chức quan. Đề lĩnh hàm tòng nhất phẩm nên cha được phong Đô đốc đồng tri (都督同知) - chánh nhị phẩm, mẹ phong Thuận nhân (順人) - chánh nhị phẩm, vợ phong Thạc nhân (碩人)- chánh tứ phẩm, con trưởng phong Mậu lâm tá lang (茂林佐郎) - tòng lục phẩm.
Lương bổng vào thời Lê sơ, mỗi tháng 6 quan 2 tiền 30 đồng, tổng năm là 75 quan.
Tại kinh đô được cấp 2 mẫu vườn đất.
Khi về hưu, chức quan được ân tứ dân huệ lộc. Đề lĩnh được dân lộc từ 2-3 xã, chuẩn định tiền gián 300 quan, theo hầu 30 người. Ngoài ra được miễn thuế 50 mẫu ruộng.